# NA15
NA15 ist eine Crossoverband aus Eisenstadt bestehend aus Edi Mastalski, Alex Meller, Philipp Wimmer und Stefan Meller. Die Musik ist eine Mischung aus Metal und deutschsprachigem HipHop mit teilweise sozialkritisch motivierten Texten.

## Bandgeschichte
NA15 (damals: NULL.ACHT.15) wurde 2001 in Eisenstadt von Philipp Wimmer und Stefan Meller gegründet. Im Juni 2002 wurde NA15 zur besten Newcomerband des Burgenlandes gewählt. 2006 gewannen NA15 den burgenländischen Bandwettbewerb „America is Waiting“ und belegten beim „Austrian Newcomer Award“ den ersten Platz im Publikumsvoting. 2015 gewannen NA15 größten österreichischen Bandwettbewerb "Planet Festival Tour" mit Auftritten im Gasometer Wien und auf dem Donauinselfest.
2008 veröffentlichten NA15 ihr erstes Studioalbum Fahrstuhlmusik beim Wiener Indie-Label Konkord. Im Sommer desselben Jahres beteiligte sich die Band mit einem Lied am Sampler „Wos ned sei deaf.“, dessen Erlös Opfern sexuellen Missbrauchs zugutekommt. Im Sommer 2011 erschien das zweite Studioalbum NULL.ACHT.15. 2016 folgte dann das dritte Studioalbum Goldstandard.
Im Herbst 2013 nahm NA15 bei der PULS4-Castingshow Herz von Österreich teil.

## Stil
Unterschiedliche Musikstile wie Metal, Rock, Punk und Funk finden sich in den Liedern von NA15 wieder. Kombiniert wird das Ganze mit deutschsprachigem Rap. Die Arrangements sind sehr groovebetont und geradlinig, wobei sich auch Parallelen zum Hardcore Punk der 1980er Jahre finden. Die Band bezeichnet ihren Stil laut eigenen Angaben als „Rapcore“.

## Diskografie

### Alben
- 2008: Fahrstuhlmusik (21. Juli 2008, Konkord/Hoanzl)
- 2011: NULL.ACHT.15 (17. Mai 2011, Showtime)
- 2016: Goldstandard (5. November 2016)

### Kompilationsbeiträge
- America Is Waiting 2002/2003/2004/2006 (2002/2003/2004/2006, LJR)
- 4444 Seconds of Austrian Pop!Music Vol.08 (2006, Projekt Pop)
- Wos ned sei deaf (2008, SWPI)
- Herz von Österreich – Die besten Songs aus den Qualifikationsshows (2014, Sony Music)